# 伯蒂·希尔
伯蒂·希尔（英語：Bertie Hill，1927年2月7日—2005年8月5日），英国男子马术运动员。他曾代表英国参加1952年、1956年和1960年夏季奥林匹克运动会马术比赛，其中1956年奥运会获得一枚金牌。